# Wipperfürth

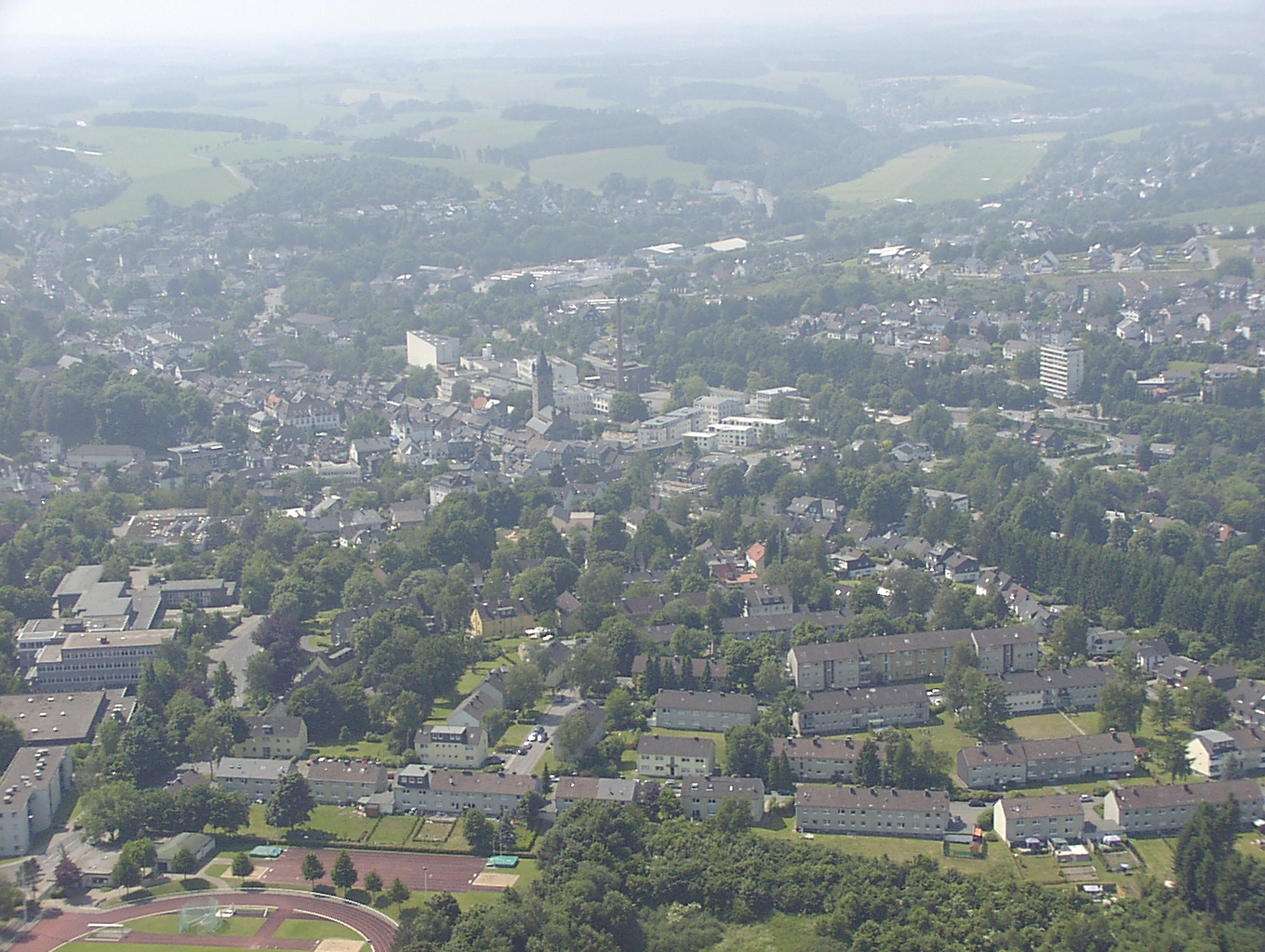
Flygbild av stadens centrum

Wipperfürth är en stad i Oberbergischer Kreis i Regierungsbezirk Köln i förbundslandet Nordrhein-Westfalen i Tyskland.